# Delta (hydrologie)
Pour les articles homonymes, voir Delta (homonymie).

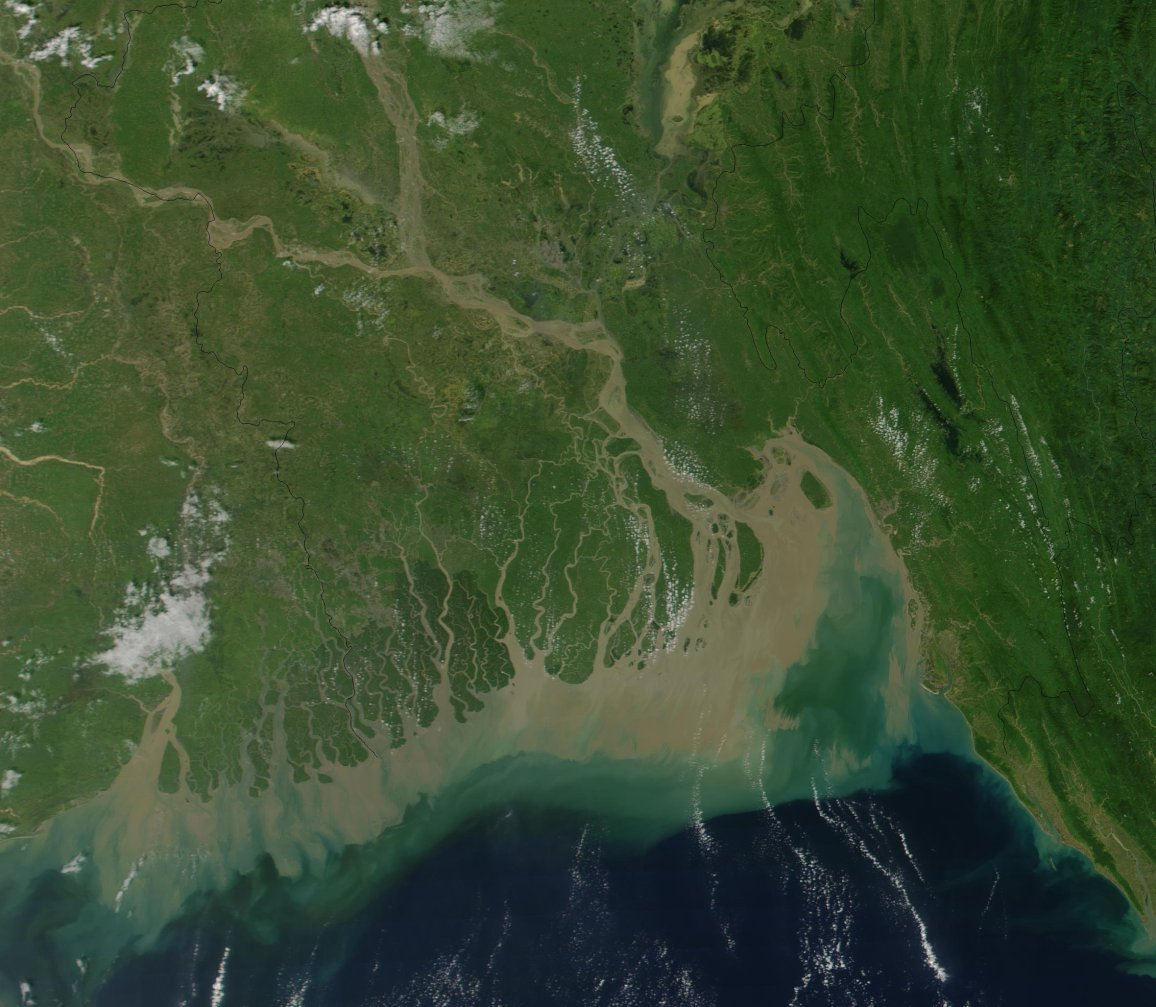
Image satellite du delta du Gange.

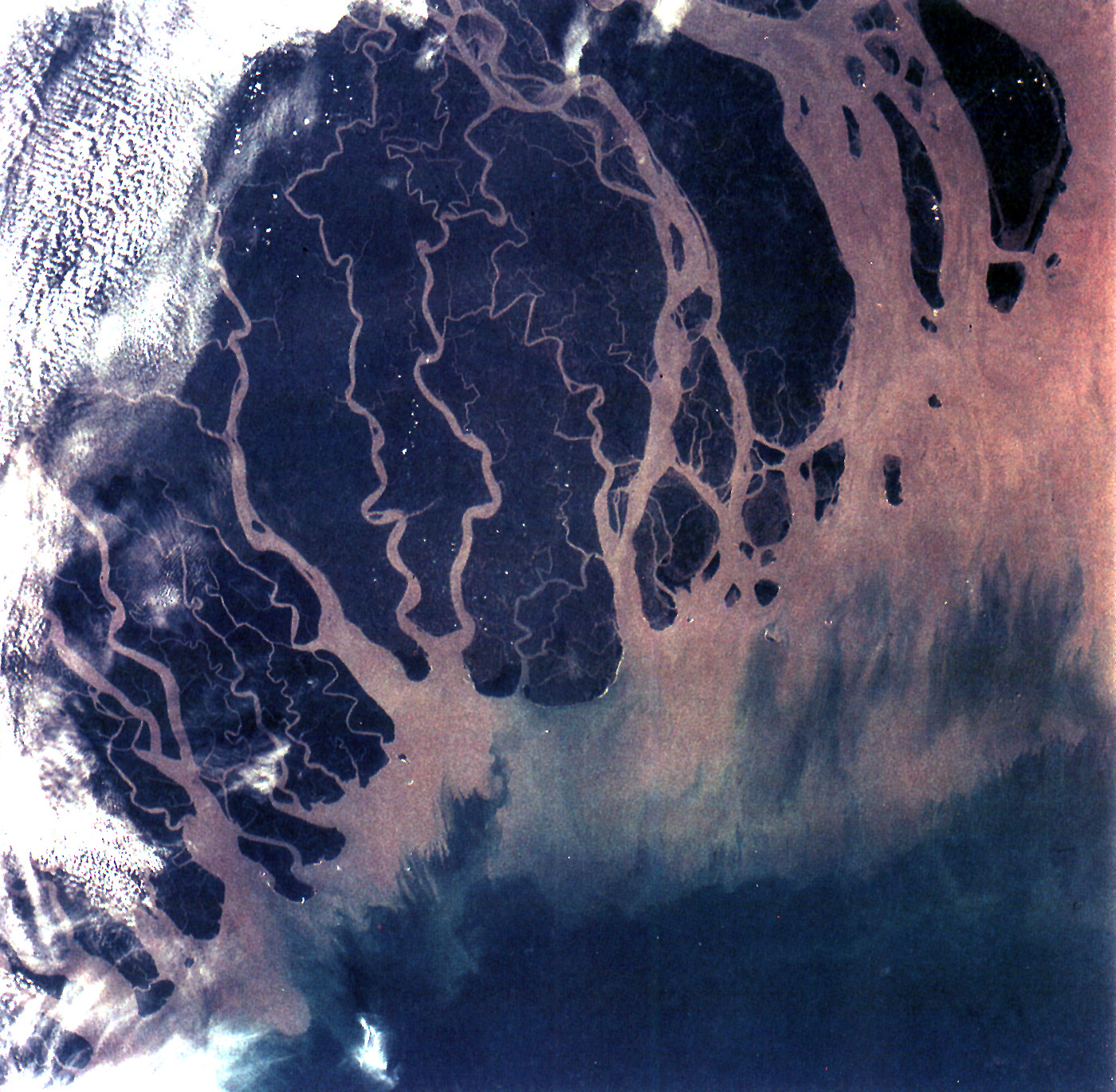
Image satellite rapprochée du delta du Gange.

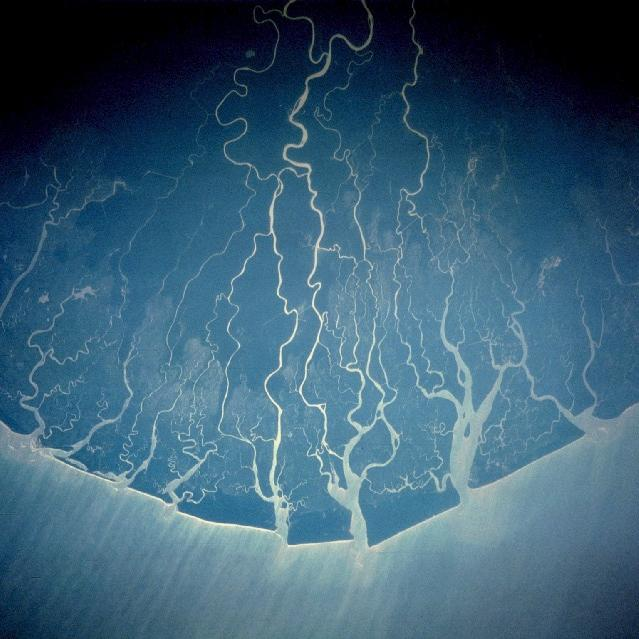
Image satellite du delta du Niger.

Un delta est un type d'embouchure des cours d'eau, caractérisé par la séparation du cours d'eau en plusieurs défluents. Les deltas n'occupent qu'environ 0,65 % de la surface des terres mais en 2023 ils abritent environ 4,5 % de la population mondiale et sont à l'origine de plus de 6 % du PIB mondial.
Dans certaines conditions liées à la turbulence de la mer et à la quantité d'alluvions charriées par le cours d'eau, il peut se former un amas de dépôts. Ceux-ci divisent le cours d'eau en plusieurs bras dont le tracé avec la côte est souvent triangulaire, ressemblant à la lettre grecque Δ (Delta), d'où son nom. La première division du cours d'eau à l'entrée du delta est appelé l'apex. Par extension, on parle parfois de Delta d'étang ou de lac.
L'activité alluvionnaire intense amène la forme même du delta à changer au cours du temps.
Il existe deux grands types de delta : de type Gilbert, et marins. Le delta de type Gilbert est le plus courant et le plus simple. Il possède un éventail abrupt et des dépôts sédimentaires basaux, frontaux et sur les sommets. Les deltas marins sont plus complexes dans leur architecture, car ils possèdent une partie deltaïque aérienne et une sous-marine.
Un delta très connu est celui formé par le Nil lorsqu'il se jette dans la mer Méditerranée par deux bras : celui de Damiette et celui de Rosette.

## Formation
Plusieurs facteurs influent normalement sur la configuration des deltas, ainsi que sur la disposition et les qualités physico-chimiques de leurs dépôts ou leur écologie : ce sont d'abord la quantité et la turbidité des eaux du fleuve et la saisonnalité ou la régularité des apports, la géomorphologie initiale de la zone côtière concernée et la nature des influences marines (courants, houle). Dans le temps, les transgressions marines ou la baisse du niveau des océans en période glaciaire, ou des glissements du fond marin en bordure de plateau continental, des évènements sismiques (tsunamis) peuvent aussi remodeler ou modifier la configuration de ces deltas.
Les pétroliers ont constaté que le rendement de leurs forages et la qualité du pétrole varient beaucoup selon qu'ils sont situés dans les dépôts avant-côte, dans les dépôts de progradation d'un ancien delta, ou dans ses dépôts internes. Ils varient aussi selon l'ancienne configuration du delta, notamment selon son exposition aux vents et aux houles de mer dans le paléoenvironnement qui était alors en place. Un delta où les courants d'eau douce ralentissent fortement et qui est abrité des houles et courants marins accumule plus de matières organiques fines. L'étude de la formation géo-morphologique des anciens deltas dans leurs paléoenvironnement a donc suscité un grand intérêt de la part de l'industrie pétrolière et gazière car une grande partie des hydrocarbures fossiles aujourd'hui exploités ont pour origine la matière organique accumulée dans certains deltas fossiles de l'Ordovicien au Miocène (dans le golfe du Mexique par exemple). Ils ont donc été étudiés en tant que gîtes pétrolifères et puits de carbone. Les deltas les plus pétrolifères étaient calmes et présentent des séquences verticales et latérales proches de celles observées dans des lacs, lagunes ou dans des mers presque fermées.
L'équivalent d'un delta marin peut se former quand un cours d'eau arrive dans un lac, comme celui du Rhin dans le lac de Constance où l'on peut observer un phénomène (plus rare, qui existe aussi dans certains deltas marin) : les eaux turbides plongent sous les eaux claires pour sédimenter en profondeur.

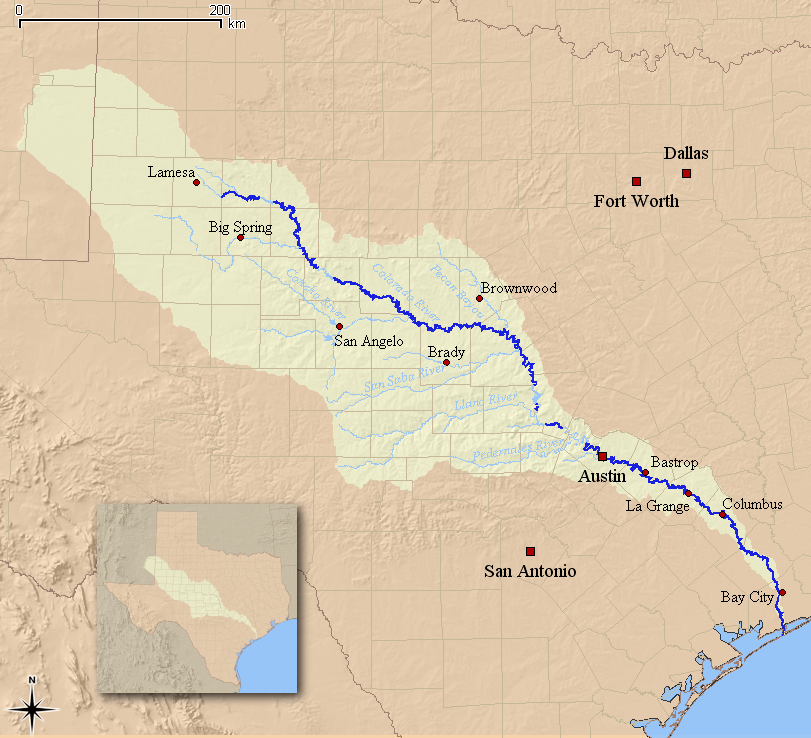
De 1929 à 1941 la destruction par les hommes d'un ruban naturel d'embâcles de bois (pluricentenaire et s'étendant sur 75 km de long en amont de l'estuaire) a provoqué une subite augmentation de l'érosion des berges du Colorado texan, et de la turbidité de l'eau. Le delta a vu sa surface multipliée par 140 en un peu plus de 10 ans ; il a colmaté le fleuve et une lagune et a ruiné les armateurs qui avaient ainsi voulu rendre le fleuve plus ouvert à la navigation fluviale.

Dans certains conditions, dont à la suite d'activités humaines, un delta peut se former très rapidement : Jr Wadsworth a ainsi décrit la formation très accélérée d'un delta (de 1929 à 1941 devant l'estuaire du fleuve texan Colorado : Les berges du cours inférieur de ce fleuve étaient antérieurement fortement protégées de l'érosion hydrique par la présence d'un important ruban d'embâcle de bois flotté (embâcles signalés par les géographes et explorateurs dès le XVIIe siècle). Cet embâcle protégeait les berges sur 75 km environ. Mais de 1925 à 1929, afin de faciliter le transport maritime et fluvial, il a été décidé de rendre la rivière plus navigable (et d'exploiter ce bois). D'importants travaux ont été conduits pour totalement supprimer les dépôts de bois flottés. Il s'en est immédiatement suivi une spectaculaire érosion des berges et une augmentation de la turbidité du cours d'eau : ce delta qui ne couvrait que 20 ha (45 acres en 1908 d'après les documents, en 1941 avait enseveli 7098 hectares ; ruinant les armateurs qui avaient demandé la suppression des embâcles de bois flottés. Le phénomène se serait encore prolongé si l'on n'avait creusé un canal débouchant directement dans le golfe du Mexique où la houle et les courants de dérive littorale dispersent une grande partie de ces sédiments d'origine fluviatile, en augmentant la turbidité de l'eau.
L'étude des deltas fossiles peut aussi apporter des informations sur les anciens bassins versants car on retrouve dans les deltas des éléments minéraux qui proviennent de hautes montagnes et de substrats géologiques aujourd’hui disparus.

## Types de deltas
Les deltas qui atteignent un plan d'eau, généralement une mer mais aussi un lac de grande dimension, se classent en trois grandes catégories en fonction de leur morphologie qui dépend de plusieurs facteurs :
- ceux à dominance fluviale : ils adoptent une forme lobée ou allongée, les chenaux rectilignes sont bordés de levées (exemple : Mississippi, fleuve Jaune)[5] ;
- ceux à dominance de la marée : les bouches ont une forme évasée et les chenaux sont méandriformes (exemples : Fly, Mékong)[5] ;
- ceux à dominance de la houle : le nombre de chenaux est réduit et leurs embouchures sont entourées de cordons dunaires (exemple : Rhône, Sénégal, Danube, Nil)[5].

Les morphologies intermédiaires à des degrés divers sont les plus répandues.
Certains deltas ne se forment pas à l'arrivée de la rivière sur une étendue d'eau. Ils sont alors qualifiés d'« intérieurs » et peuvent avoir plusieurs origines :
- soit le dénivelé fait que le cours d'eau se ramifie en un delta mais l'aridité de la région ne permet pas la formation d'un lac. L'intégralité de l'eau peut s'évaporer ou s'infiltrer comme dans le cas du delta de l'Okavango au Botswana ou une partie de l'eau peut reconstituer la rivière qui poursuit sa route comme dans le cas du delta intérieur du Niger au Mali ;
- soit le cours d'eau se jette dans une ancienne étendue d'eau littorale au point de la combler, les différents chenaux finissant par se réunir pour reformer le cours d'eau qui se jette dans l'étendue d'eau principale après un bref parcours. Ils sont qualifiés de « deltas inversés » car la forme du delta est inversée par rapport au cours de la rivière. C'est le cas du delta commun entre la Sacramento et la San Joaquin aux États-Unis ou encore de l'embouchure du Tage au Portugal dont la mer de Paille est en cours de comblement.

Dans certains cas exceptionnels, un delta se forme à la confluence de deux cours d'eau. C'est le cas en Argentine avec le río Diamante qui se jette dans le río Desaguadero sous la forme d'un petit delta.

## Écologie des deltas
Comme les estuaires, les deltas constituent des écosystèmes particuliers. Le bouchon vaseux et le mélange d'eaux de densité, salinité et températures et turbidité différentes y crée des conditions et habitats uniques, exploités par certaines espèces tout ou partie de leur cycle de vie. 

### Rétrécissement des deltas
La majorité des deltas dans le monde sont en rétrécissement. Les activités humaines, l’augmentation du nombre de barrages dans les bassins hydrographiques, l’exploitation intensive des nappes phréatiques ou des réserves de combustibles fossiles y sont pour beaucoup. La construction de milliers de barrages dans le bassin du Mississippi a réduit de moitié le flux de sédiments dans la partie en aval du fleuve, ce qui a causé une perte de 25 % de la superficie des terres humides du delta dans les derniers siècles. Dans le cas du fleuve Pô en Italie, l’extraction intensive du méthane sous le delta au milieu du XXe siècle a causé une subsidence pouvant aller jusqu’à 3 mètres par endroits. En 2009, la grande majorité du delta se retrouvait sous le niveau de la mer. Les terres doivent maintenant être protégées des inondations par des digues et des stations de pompage. De plus, les projections pour la hausse du niveau global des océans sont de 30 à 122 cm entre 2014 et 2100, alors qu'une hausse de 44 cm en 2070 suffirait pour faire augmenter de 50 % la superficie des zones deltaïques à risque d'inondation à la fin du XXIe siècle.
Dans certains systèmes, le rétrécissement des deltas a eu pour effet de changer la composition des espèces de plantes qui s’y retrouvaient. Certaines espèces tolèrent mieux les environnements plus ou moins salins et/ou inondés, entraînant une différence dans les taux de survie selon les conditions créées,,. Une diminution de la biodiversité est parfois associée à ce phénomène. Dans certains cas, le changement de composition a mené à une déstabilisation des sols du système, affectant ainsi la protection côtière,,.
Le rétrécissement de deltas a aussi eu un impact sur la productivité de certaines zones de pêche, notamment causée par la perte de frayères, l’eutrophisation des eaux et les changements de composition d’espèces associés, ainsi que la perte d’habitat.

### Écotoxicologie
Là où le courant ralentit et au gré de phénomènes de bioconcentration et de sédimentation, des "poches" de sédiments pollués peuvent apparaître, plus ou moins remobilisés lors des tempêtes, curages et crues saisonnières, voire lors d'actions de chalutage. En France, le projet « CAROL » (Camargue-Rhône-Languedoc) a ainsi mis en évidence des poches de sédiments très radioactifs au droit de l’embouchure du grand Rhône, contaminés par du césium 137, fixé sur des sédiments.

### Menaces
En raison des interventions humaines en cours depuis le XXe siècle (dérivations de rivières, extraction des eaux souterraines et du pétrole, urbanisation), les deltas sont soumis à une intense menace due au changement climatique et à l’élévation imminente du niveau de la mer. De nombreux deltas de haute latitude et tropicaux, où la pression démographique est faible et les modifications humaines minimes, seront moins menacés dans un avenir prévisible, mais les deltas densément peuplés, en particulier ceux d'Asie où l'urbanisation et les pressions environnementales sont extrêmes, seront plus susceptibles de perdre des terres par submersion.

## Liste des principaux deltas

### Europe

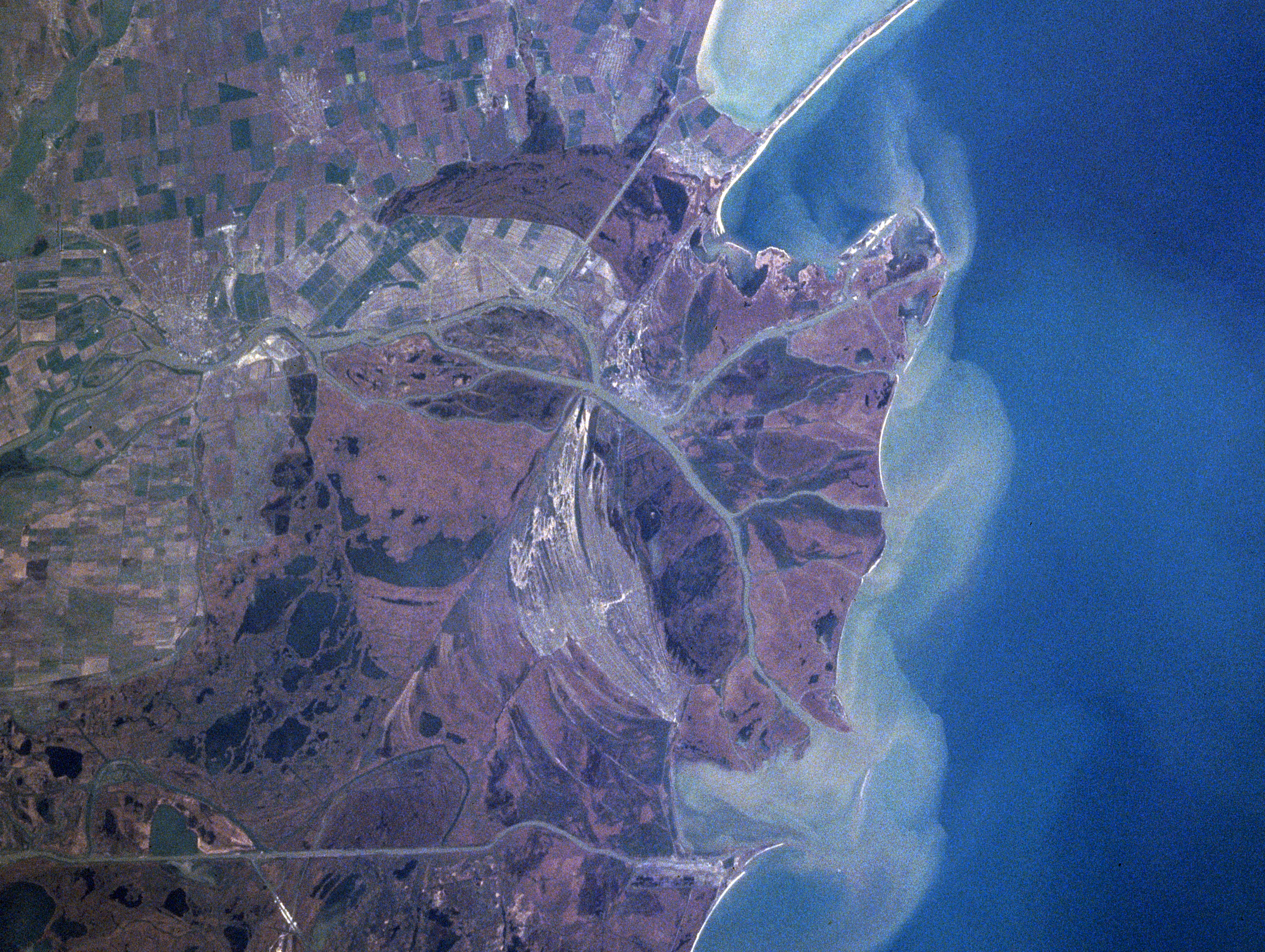
Image satellite du delta du Danube.

- Meuse et Rhin
- Èbre
- Rhône
- Pô
- Danube
- Volga
- Dniepr
- Don
- Petchora

### Asie
- Ob
- Ienisseï sur le lac Baïkal et sur l'océan Arctique
- Oleniok
- Léna
- Indiguirka
- Yangzi Jiang
- Fleuve Jaune
- Delta de la rivière des Perles (Xi et rivière des Perles)
- Delta du Tonkin (fleuve Rouge)
- Mékong
- Chao Phraya
- Irrawaddy
- Gange
- Mahânadî
- Godâvarî
- Krishnâ
- Kâverî
- Indus
- Koura
- Oural
- Amou-Daria (asséché)
- Syr-Daria (asséché)

### Afrique
- Nil

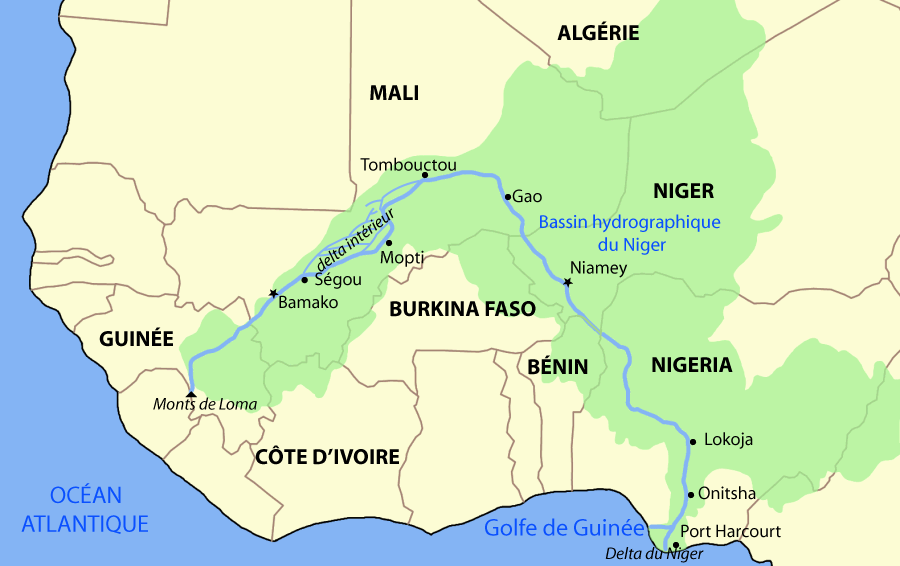
Carte du bassin versant du Niger avec ses deux deltas : l'intérieur et à l'embouchure.

- Niger ainsi que son delta intérieur
- Ogooué
- Delta de l'Okavango (delta intérieur)
- Sénégal
- Sine-Saloum (Saloum)

### Océanie
- Fly
- Kikori

### Amérique
- Amazone
- Orénoque
- Río Coco
- Jacuí
- Mississippi
- Rivière Albany
- Mackenzie

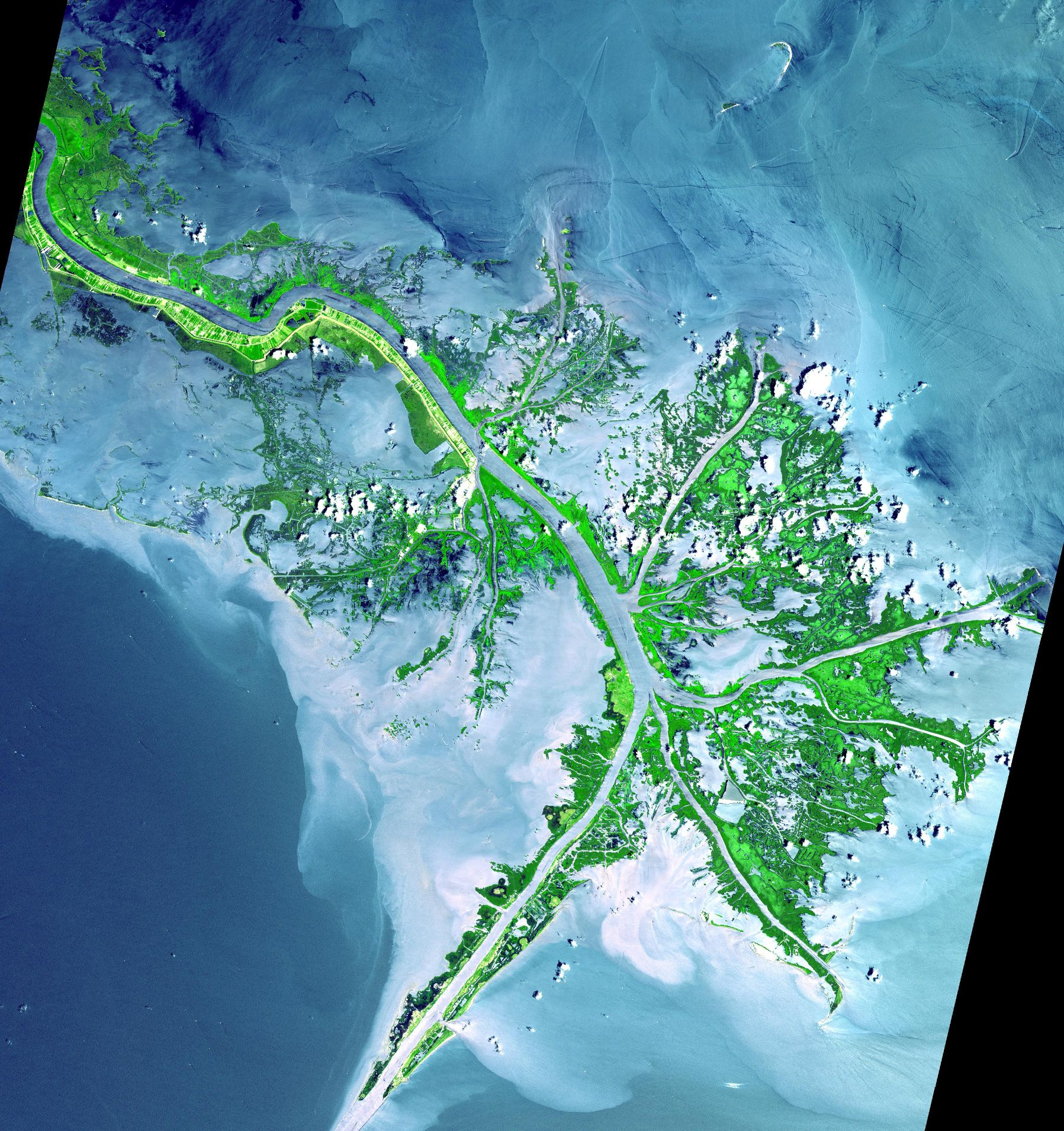
Image satellite en fausses couleurs du delta du Mississippi.

- Yukon-Kuskokwim (Yukon et Kuskokwim)
- Colorado
- Paraná
- Sacramento
- Parnaíba (Delta das Americas)